# Bernhard Fleischmann (Moderator)
Hans Bernhard „Fleischi“ Fleischmann (* 20. März 1968 in Landshut) ist ein deutscher Radiomoderator, DJ und Autor.

## Werdegang
Fleischmann besuchte bis 1987 das Dom-Gymnasium in Freising und machte danach eine zweijährige Offizierausbildung bei der Bundeswehr. 1986 arbeitete er als Schallplatten-Archivar und Nachtmoderator in München, 1990 war er Marketing-Assistent bei Antenne Bayern. Von 1995 bis 1997 moderierte er die Show Super 3 auf Bayern 3 und war als Comedy-Autor für die Kunstfigur Karl Auer von Markus Walsch tätig, danach wechselte er zum Privatsender Antenne Bayern, wo er die Sendung Die Jungen Wilden moderierte, kehrte im Mai 2008 aber wieder zu Bayern 3 zurück und moderierte dort bis Juli 2016 die Morningshow Die Frühaufdreher zusammen mit Axel-Robert Müller und Claudia Conrath. Dann war er mit seiner Comedy-Rubrik Fleischis Welt im laufenden Programm von Bayern 3 vertreten.
Von 2014 bis 2017 war er fester Bestandteil der Fernsehsendung Habe die Ehre im Bayerischen Rundfunk. Er wirkte in einer Folge von Hubert und Staller mit. Seit 2020 ist er für den Regionalsender Niederbayern TV tätig.
Er ist Präsident der Freunde Moderner Tanzmusik sowie Präsident der königl. bayrischen Golfheroes. Fleischmann lebt in München und teilweise in Landshut.
Im Film Gnomeo und Julia, der 2011 erschien, sprach er den Gartenzwerg Benny.

## Sonstiges
Bernhard Fleischmann hat für das Netz Mitte des Eisenbahnunternehmens agilis die Haltestellenansagen und Hinweise eingesprochen.